# 1991年梅竹賽
民國80年（1991年）辛未梅竹賽為第二十三屆國立清華大學與國立交通大學之間的梅竹賽，於該年3月1日至3月3日舉行。本屆賽事由國立交通大學主辦，國立清華大學協辦。賽事結果，國立清華大學以8比4取得本屆賽事總錦標。
本屆梅竹賽前，清大舉辦「梅竹公投」，在擁護舉辦較多數的情況下順利開打；交大在學生會出面下籌備後援會，使兩校在和諧的交流下展開賽事。辛未梅竹首創「程式設計」表演賽；同時「梅竹之音」廣播電台開播，後因技術問題而中止。

## 賽事結果

### 正式賽
| 項目   | 比賽日期     | 勝隊 | 備註                         |
| ------ | ------------ | ---- | ---------------------------- |
| 桌球   | 1991年3月1日 | 交大 |                              |
| 羽球   | 1991年3月1日 | 清大 |                              |
| 橋藝   | 1991年3月2日 | 清大 |                              |
| 棋藝   | 1991年3月2日 | 清大 |                              |
| 網球   | 1991年3月2日 | 清大 |                              |
| 棒球   | 1991年3月2日 | 清大 |                              |
| 國辯   | 1991年3月2日 | 交大 |                              |
| 女籃   | 1991年3月2日 | 清大 |                              |
| 男籃   | 1991年3月2日 | 交大 |                              |
| 足球   | 1991年3月3日 | 清大 |                              |
| 男排   | 1991年3月3日 | 清大 |                              |
| 女排   | 1991年3月3日 | 交大 |                              |
| 總錦標 |              | 清大 | 清大以8：4取得本屆賽事總錦標 |

### 表演賽
| 項目     | 比賽日期 | 勝隊 | 備註 |
| -------- | -------- | ---- | ---- |
| 程式設計 |          |      |      |